# Gerard van den Berg (ontwerper)
Gerard van den Berg (Dordrecht, 1947) is een Nederlands interieurontwerper, bekend als medeoprichter van de meubelfabriek Montis, en als winnaar van de prijs voor het beste Nederlandse meubelontwerp in 1997. In 1990 werden Van den Berg en Jan des Bouvrie bestempeld als "de twee commercieel succesvolste meubelontwerpers van Nederland."

## Leven en werk
Gerard van den Berg was de zoon van een meubelfabrikant. Naast de middelbare technische school in Rotterdam ging hij in de leer bij een kunstschilder.
Na zijn studie begon Van den Berg rond 1965 als ontwerper in het meubelbedrijf van zijn vader. In 1974 richtte hij samen met zijn broer het meubelbedrijf Montis op, waarvoor hij enige opmerkelijke meubels ontwierp. Daarnaast ontwierp hij ook meubels voor Molteni in Italië, Perobell in Spanje en Wittman in Oostenrijk.
In 1991 begon Van den Berg een eigen meubelbedrijf onder de naam Label, dat zich richtte op "Dutch Design pur sang: no-nonsense meubelen, meubelen met een eigen karakter, eigen identiteit."
In 1997 werd Van den Berg onderscheiden met de prijs voor het beste Nederlandse meubelontwerp bij de Nederlandse Meubelprijzen. Daarnaast won hij ook andere prijzen, zoals de Kho Liang Ie-prijs in 1984 , de Mobilia vernieuwingsprijs in 1990, en de prijs voor Binnenhuis-architectuur in 1991.

## Exposities, een selectie
- Gerard van den Berg - Basic, Kunsthal Rotterdam[12][13]